# Ständekämpfe (Rom)
Die Ständekämpfe waren eine Reihe soziopolitischer Konflikte in der frühen römischen Republik. Sie brachen gemäß der später entstandenen schriftlichen Überlieferung bereits kurz nach Errichtung der traditionell auf das Jahr 509 v. Chr. datierten Gründung der Republik aus und endeten 367 v. Chr. mit den leges Liciniae Sextiae, nach anderer Deutung 287 v. Chr. mit der Lex Hortensia. Im Wesentlichen resultierten sie offenbar aus dem Gegensatz zwischen Patriziern und Plebejern. Die besondere Machtstellung der Patrizier als Vertreter eines  Erbadels beruhte darauf, dass sie das Monopol auf die Ämterbesetzung sowie die Priesterschaft und damit die Ausübung der Auspizien beanspruchten. Als Ergebnis der Konflikte entstand eine neue, aus Patriziern und reichen Plebejern bestehende Führungsschicht, die Nobilität.
Zu beachten ist, dass aufgrund der extrem schlechten Quellenlage vieles umstritten ist. Das Folgende entspricht der traditionellen Sichtweise, die heute nicht mehr von allen Forschern geteilt wird – schon die Frage, ab wann es Patrizier (und Plebejer) gab, ist umstritten, und manche Historiker halten viele Kernpunkte der Überlieferung für spätere Erfindungen.

## Vorgeschichte
Folgt man den sehr viel später entstandenen Quellen, so gab es die Patrizier schon in der römischen Königszeit. Ihnen gegenüber standen demnach die Plebejer als heterogene Masse des populus Romanus. Die Ärmeren unter diesen sahen sich vor allem dreierlei Problemen gegenübergestellt: Zu Anfang der Römischen Republik herrschte Landnot; viele Landgüter römischer Bürger waren zu klein, um sie mit den damals üblichen Methoden effektiv bewirtschaften zu können; Missernten konnten für viele in die persönliche Katastrophe führen.
Ein weiteres Problem, das die Plebejer bedrohte, war die Schuldknechtschaft: Wer in Not geraten war und sich gezwungen sah, ein Saatdarlehen aufzunehmen, schließlich selbst aber nicht im Stande war, die Schuld zu begleichen und keinen Gläubiger fand, musste mit seiner Arbeitskraft herhalten und geriet so in die Schuldsklaverei (lat. nexum). Ein weiteres Privileg, das die Patrizier genossen, war die Kenntnis der Gesetze des Stadtstaates. Als Patrone vertraten sie ihre Klienten vor Gericht. Um selbst Einsicht in die Gesetzgebung nehmen zu können, verlangten die Plebejer nach einer Veröffentlichung des geltenden Rechts.

## Auszug der Plebejer
Gegen die Exklusivrechte der Patrizier bildete sich Widerstand aus der Gruppe der Plebejer, die Linderung der drängenden Probleme und Beteiligung an der Politik für sich forderten. Bei den Plebejern handelte es keineswegs um die Unterschicht, sondern um alle Römer, die keine Patrizier waren, darunter auch wohlhabende Familien. Sie beschlossen gemäß der Tradition im Jahr 494 v. Chr., Rom zu verlassen (secessio plebis), um sich auf einem nahe gelegenen Berg, dem Mons Sacer, zu versammeln und sich eine eigene Organisation zu geben. Dem späteren Bericht des Titus Livius zufolge konnte der Konsular Agrippa Menenius Lanatus sie zur Rückkehr bewegen, indem er ihnen die Parabel vom Magen und den Gliedern erzählte. In der althistorischen Forschung wird diese Episode allerdings ins Reich der Legenden verwiesen.
Als Gegenmacht zu den patrizischen Beamten wählten die nichtadligen Römer in einer eigenen Versammlung (lat. concilium plebis) Volkstribune, die, geschützt durch einen kollektiven Eid (sacrosanctitas), fortan römische Bürger vor dem willkürlichen Zugriff der Magistrate schützen konnten, und zwar durch das Recht der Interzession. Außerdem waren sie bevollmächtigt, die Versammlungen der Plebejer einzuberufen und – zunächst nur für die Plebejer geltende – Gesetze (Plebiszite) zu erlassen.

## Erfolge
Im Jahr 451/450 v. Chr. erreichte die organisierte Plebs ihren ersten Teilerfolg: Das Zwölftafelgesetz wurde nach seiner Kodifikation in Bronze gegossen und 449 v. Chr. auf dem Forum Romanum aufgestellt. Indem man darin die Heirat zwischen Patriziern und Plebejern verbot, wurde gleichzeitig ein Aufstieg der Plebejer in den Kreis der Patrizier verhindert, wodurch das Patriziat seinen endgültigen Abschluss als Erbadel erfuhr. Doch wurde dieses Gesetz angeblich schon 445 v. Chr. wegen großen Widerstands beider Seiten wieder aufgehoben. Die plebejische Selbstorganisation konnte in den folgenden Jahrzehnten weitere Erfolge verbuchen. 
Schließlich durften auch Plebejer ehemals rein patrizische Ämter besetzen. Eines der wichtigsten Gesetze brachte den Plebejern die Öffnung des höchsten Amtes des cursus honorum, das des Konsulats (367/6 v. Chr.) ein, geregelt in den leges Liciniae Sextiae.
Weitere Gesetze stärkten die Position der Plebejer und rückten sie zunehmend auf eine Stufe mit den Patriziern. Dazu gehörten unter anderem der gesetzlich geschaffene Zugang zu den Priesterkollegien für Plebejer (lex Ogulnia 300 v. Chr.), die Gleichstellung der Beschlüsse aus Versammlungen der plebs mit von den Comitien beschlossenen Gesetzen (Lex Hortensia 287 v. Chr.) sowie die Aufhebung der Schuldknechtschaft. Die Plebejer gewannen somit an Macht. Dies und die Einführung einiger Gesetze, die zur sozialen Gerechtigkeit beitrugen, führten langsam zur Bildung einer neuen, auf Einfluss und Leistungen für den Staat basierenden Führungsschicht, der Nobilität.